# Cattedrale di Coria
La cattedrale di Santa Maria Assunta (in spagnolo: Catedral de Santa María de la Asunción) si trova a Coria, in Spagna, ed è la cattedrale della diocesi di Coria-Cáceres.

## Storia
L'attuale edificio, situato dove sorgevano in passato l'ex cattedrale visigota, quindi la moschea della città e la cattedrale romanica, è stato iniziato nel 1498 e terminato 250 anni più tardi, intorno al 1748. Il terremoto di Lisbona del 1º novembre 1755 danneggiò seriamente la chiesa.

## Descrizione
La cattedrale è in stile gotico di transizione, con aggiunte in stile plateresco e barocco, come nel campanile progettato da Manuel Lara Churriguera.
L'interno conserva una magnifica collezione di dipinti, sculture e gioielli. Tra di essi spicca la pala d'altare del XVIII secolo con sculture di Alexander Butcher e i sepolcri per i vescovi Graves Jimenez Préxamo, opera di Diego Copín de Holanda, e Garcia de Galarza, di Lucas Mitata. Va inoltre ricordato il coro moresco in noce dei secoli XV e XVI.

## Galleria d'immagini

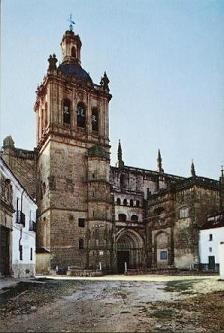
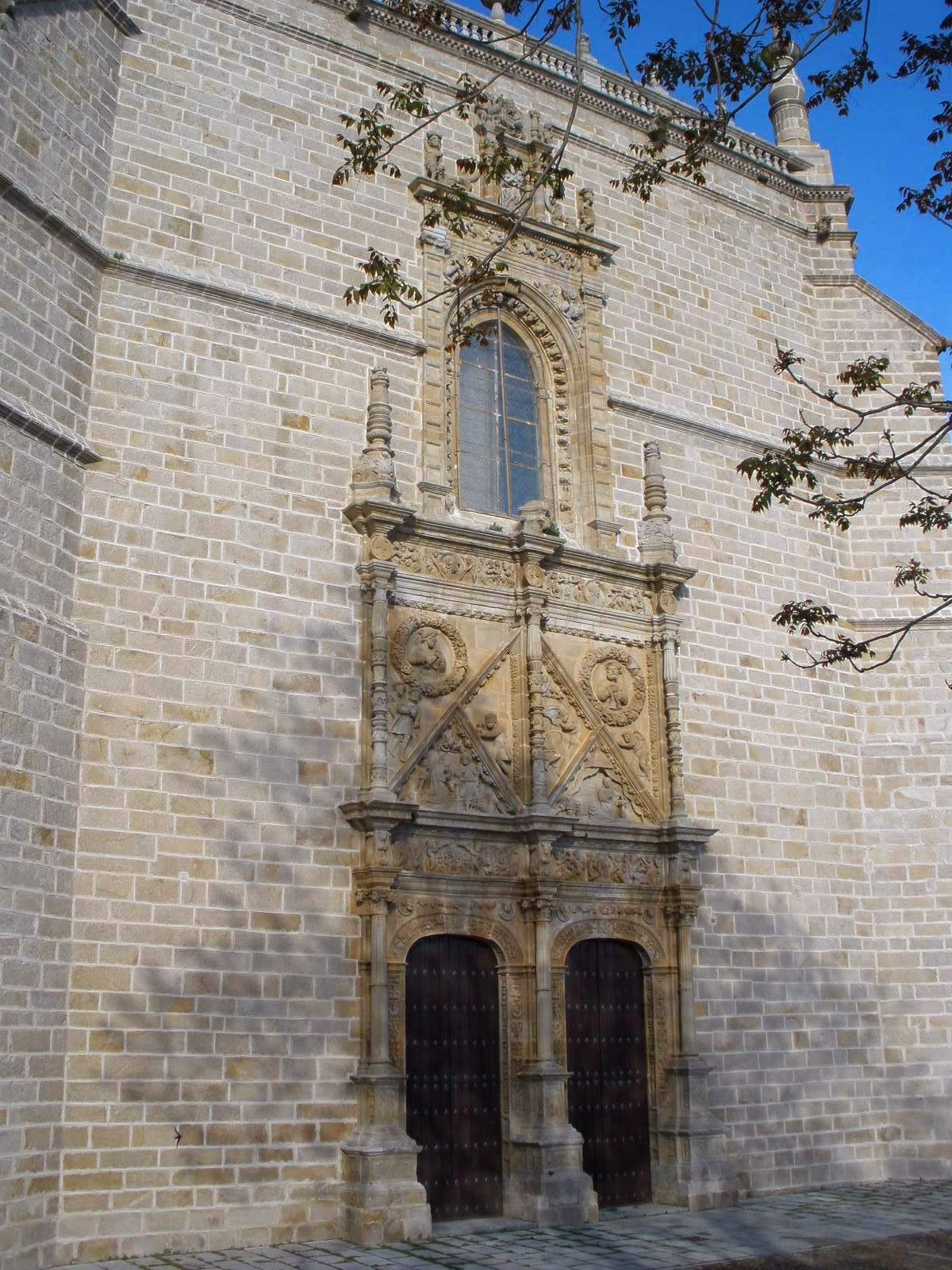
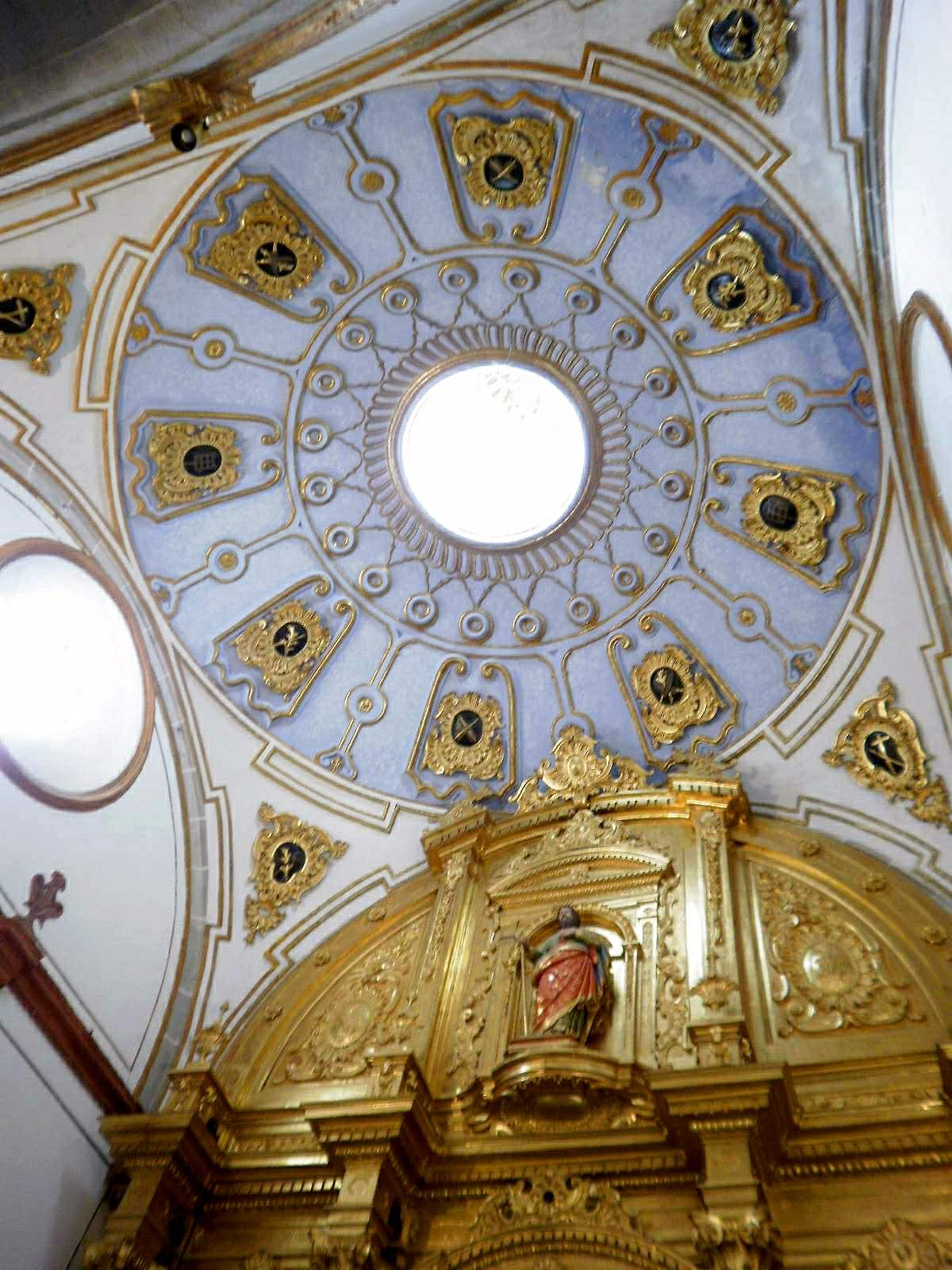
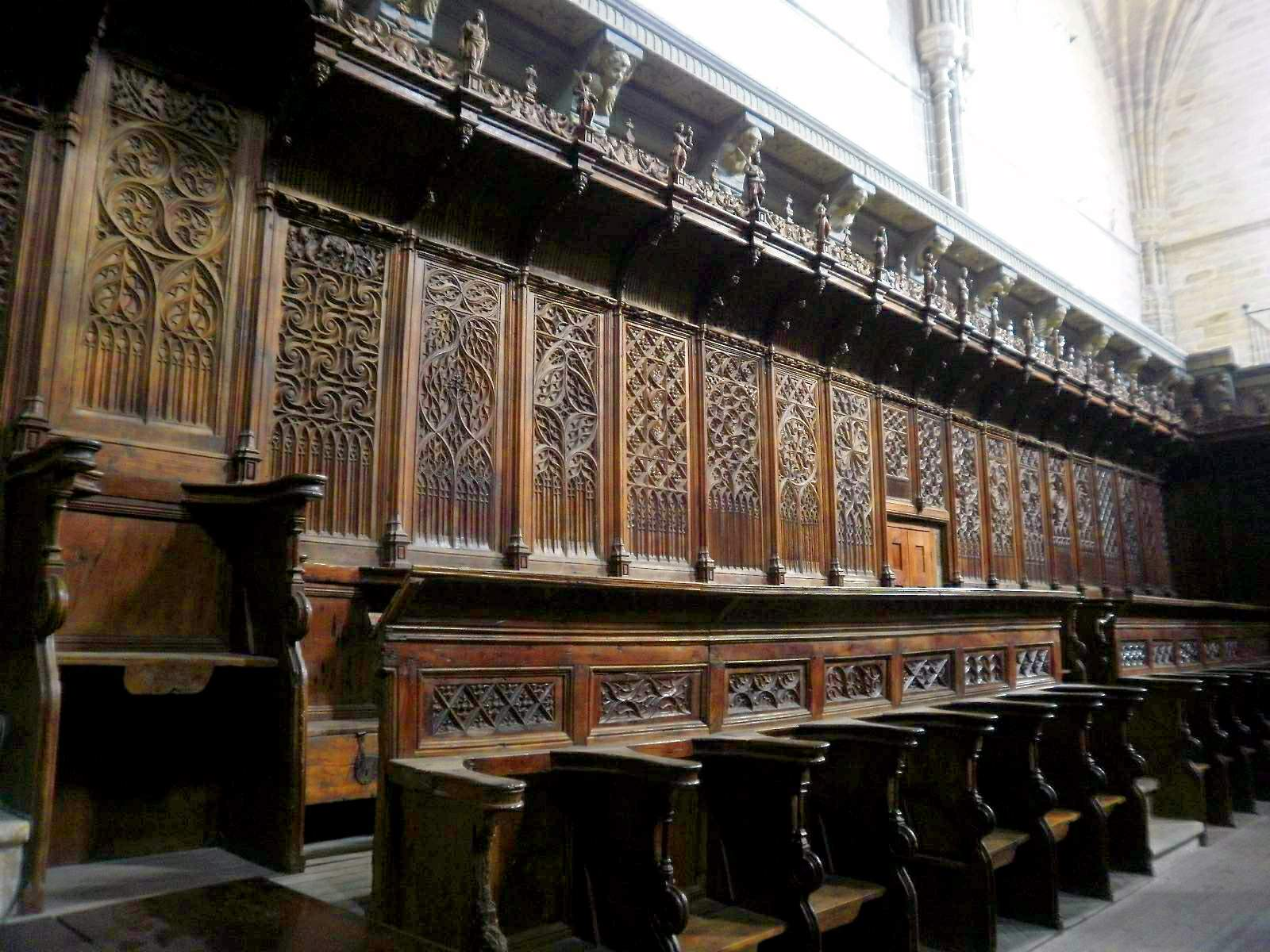
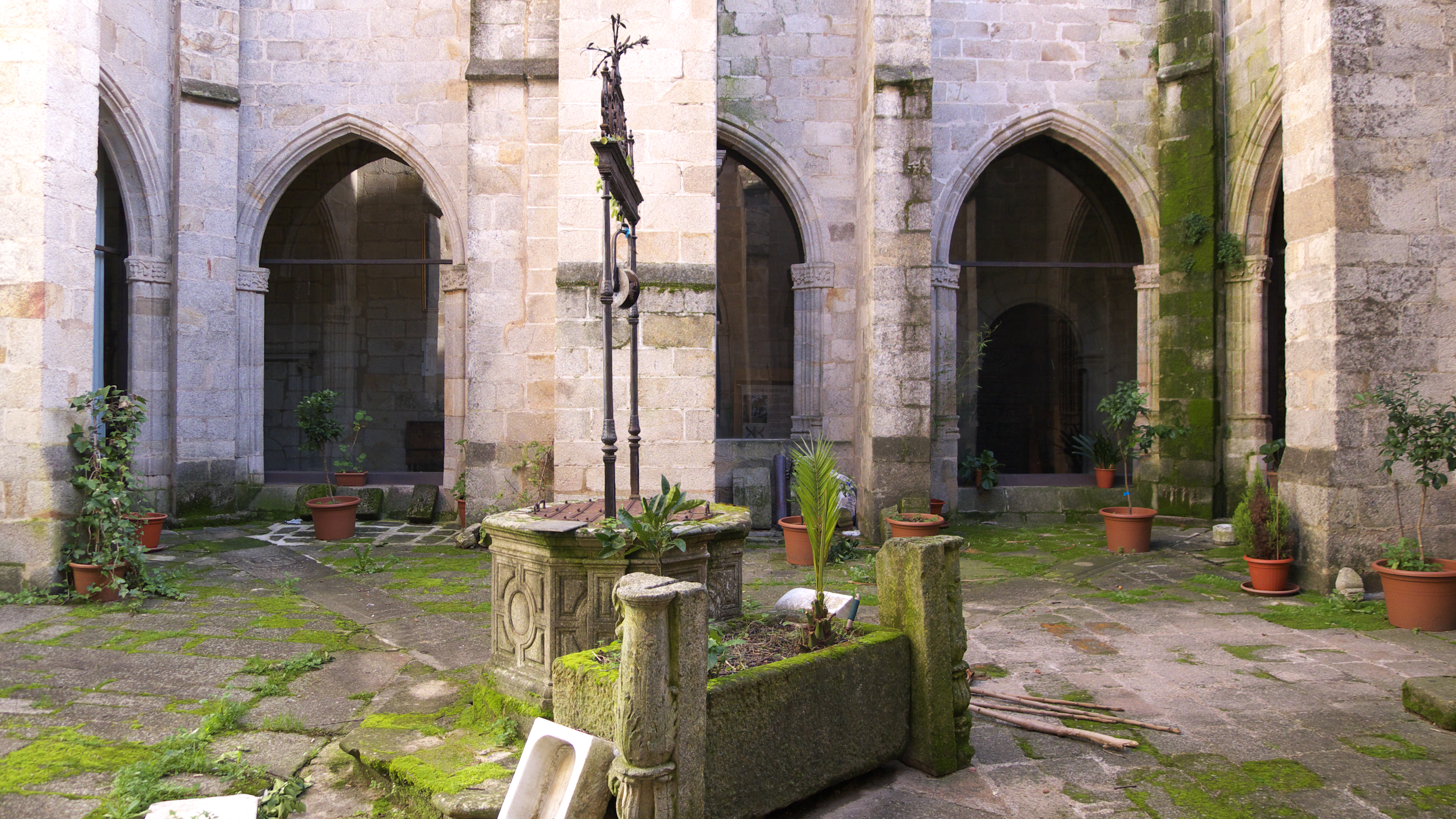
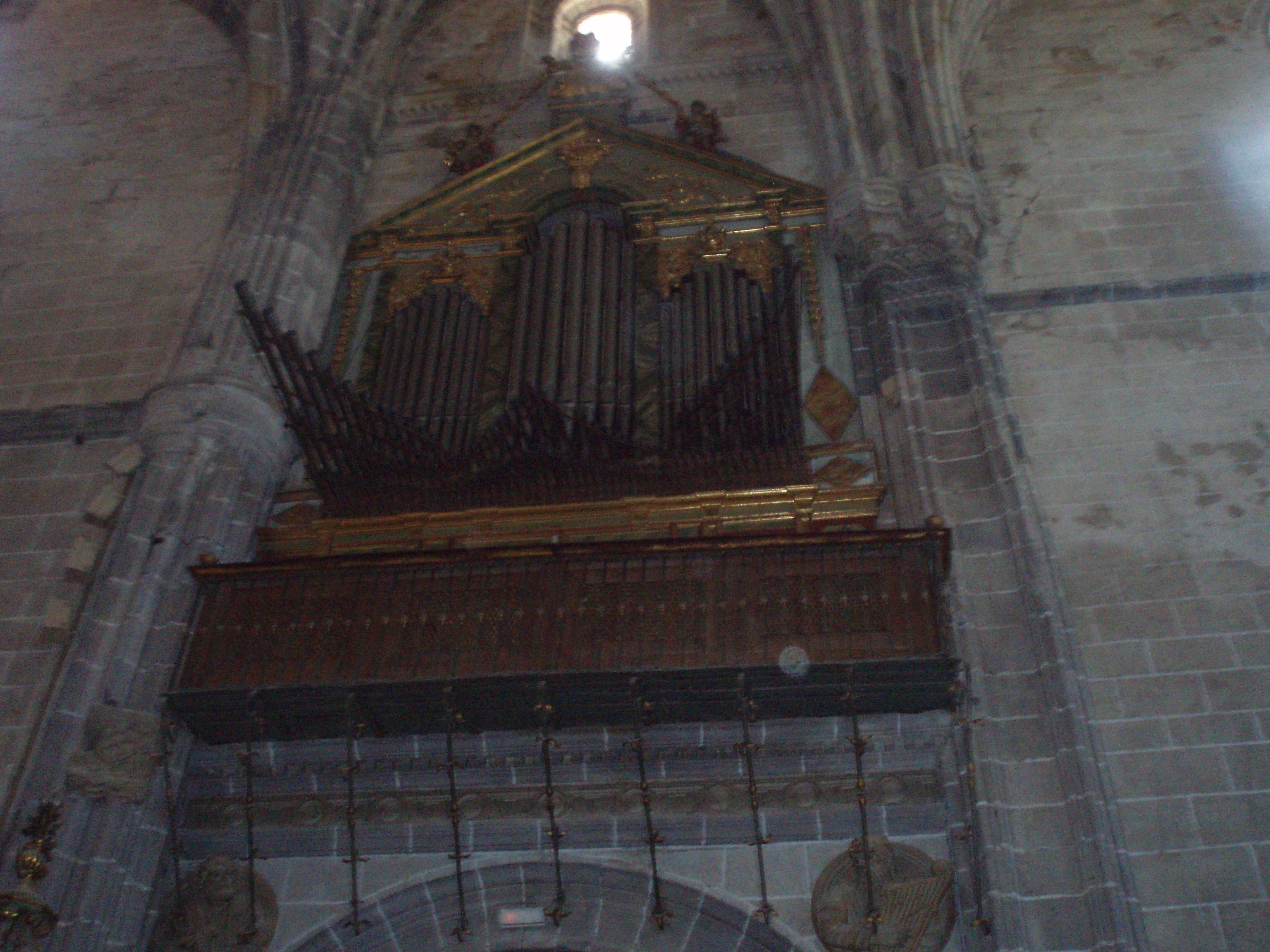